# Seznam škotskih ekonomistov
Seznam škotskih ekonomistov.

## A
- James Anderson of Hermiston
- George Douglas Campbell, 8th Duke of Argyll

## C
- William Cunningham (1849—1919)

## H
- Robert Hamilton

## K
- Charles Kennedy (ekonomist)

## L
- John Law (ekonomist)

## M
- Henry Dunning Macleod
- James Mill

## S
- Alex Salmond
- John Sinclair (pisatelj)
- (Ljubo Sirc)
- Adam Smith

## W
- Andrew Wilson (politik)